# اکلاویک
اکلاویک (به انگلیسی: Aklavik) یک منطقهٔ مسکونی در کانادا است که در نواحی شمال غرب واقع شده‌است.

## خصوصیات
اکلاویک ۶۳۳ نفر جمعیت دارد و ۷ متر بالاتر از سطح دریا واقع شده‌است.